# Zarječa
Zarječa (en serbe cyrillique : Зарјеча) est un village de Bosnie-Herzégovine. Il est situé sur le territoire de la ville de Doboj et dans la république serbe de Bosnie. Selon les premiers résultats du recensement bosnien de 2013, il compte 296 habitants.

## Géographie
Le village est situé au bord de la rivière Zarječa, un affluent de la Foča.

## Démographie

### Évolution historique de la population dans la localité
| 1948 | 1953 | 1961 | 1971 | 1981 | 1991 | 2013 |
| ---- | ---- | ---- | ---- | ---- | ---- | ---- |
| -    | -    | 358  | 350  | 367  | 350  | 296  |

|  |